# Kokkuri
Il gioco del Kokkuri (こっくり, 狐狗狸) o Kokkuri-san è un gioco giapponese probabilmente influenzato dalle ouija occidentali. Tecnicamente parlando è una seduta spiritica, manca però dell'aura inquietante e paranormale che tale evento assume ad occidente. 
Col termine Kokkuri ci si può riferire al presunto spirito coinvolto nella pratica oppure al gioco in sé; il nome è un'onomatopea del gesto di annuire e si riferisce al movimento della moneta.

## Il gioco
Per giocare è necessario prendere un foglio e tracciarvi un torii stilizzato in inchiostro rosso al centro, per poi scrivere in inchiostro nero lettere, numeri e le parole Sì e No, aprire una porta o una finestra nella stanza (presumibilmente per far entrare il kokkuri) e, utilizzando una moneta come planchette, porre domande allo spirito. Si dice che il kokkuri si diverta a mentire per vedere le vittime disperarsi, e che non spendere la moneta utilizzata per giocare sia di cattivo auspicio.

## Nella cultura di massa
- Nel manga Gugure! Kokkuri-san la protagonista evoca un kokkuri che diviene suo supervisore.
- Nell'anime A Certain Magical Index il personaggio di Elza usa incantesimi basati su questo gioco.